# Dicranomyia cinnamonota
Dicranomyia cinnamonota är en tvåvingeart som beskrevs av Alexander 1921. Dicranomyia cinnamonota ingår i släktet Dicranomyia och familjen småharkrankar.
Artens utbredningsområde är Kamerun. Inga underarter finns listade i Catalogue of Life.